# Man ist niemals zu jung
Man ist niemals zu jung, Alternativtitel: Der Gangsterschreck, ist eine amerikanische Filmkomödie aus dem Jahr 1955.

## Handlung
In Los Angeles stiehlt der Dieb Noonan einen kostbaren Diamanten. Währenddessen wird Friseurlehrling Wilbur Hoolick von seinem Chef niedergemacht, da er nichts kann. Als er sich am Privatschullehrer Bob Miles versucht und diesen beinahe verletzt, fühlt er sich bestätigt und will in seine Heimat nach Washington zurückkehren. Noonan, der den Diamanten in Wilburs Jacke versteckt hat, folgt ihm. Weil er sich die Fahrkarte sonst nicht leisten kann, verkleidet sich Wilbur als Schuljunge und fährt mit Kinderfahrkarte. Der Betrug fliegt auf und Wilbur versteckt sich vor Noonan und dem Schaffner bei Nancy Collins, der Geliebten von Bob. Die kümmert sich um den vermeintlich kranken Jungen.
Trotz seiner Größe und seiner tiefen Stimme fällt Wilbur nicht auf und folgt Nancy in Mrs. Brennans Privatschule für Mädchen, welche in Oregon liegt. Die Mädchen sind angetan von der Anwesenheit eines Jungen und drängen ihn wenigstens bis zum Frühlingsfest zu bleiben. Nur Bob kommt Wilbur auf die Schliche und will ihn loswerden, da er glaubt, er will sich an Nancy ranmachen. Noonan versucht währenddessen mehrmals vergebens auf das Schulgelände zu kommen, da er Wilburs Spiel ebenfalls durchschaut hat. Nach dem Frühlingsfest, bei dem Wilbur den Chor misdirigiert hat, gibt sich Noonan als Wilburs Vater aus, der ihn abholen will. Wilbur geht Noonan in die Falle, wird aber von Bob und der Polizei gerettet.
In der Schlussszene will sich Bob, der als Reservist eingezogen wurde, beim Zugfriseur rasieren lassen und landet erneut bei Wilbur auf dem Stuhl.

## Produktion
Der Gangsterschreck wurde von Oktober bis Dezember 1954 gedreht. Der Film kam am 25. August 1955 in die US-amerikanischen Kinos.
Der Gangsterschreck beruht auf einem Theaterstück Connie Goes Home von Fanny Kilbourne und Edward Childs Carpenter. Dieses war bereits 1942 unter dem Titel Der Major und das Mädchen verfilmt worden. In diesem Film hatte auch Diana Lynn bereits mitgewirkt.

## Kritik
Das Lexikon des internationalen Films nannte Der Gangsterschreck einen „sehr albern angelegte[n] Film, in dem der Clown Lewis jedoch einige seiner Kabinettstückchen zeigen kann“.
Cinema schrieb: „Die drollige Verfolgungsgaudi ist ein Remake von Billy Wilders Der Major und das Mädchen (1942). Fazit: Clownerie mit einigen Lewis-Kabinettstücken“.